# Eupithecia irambata
Eupithecia irambata es una especie de polilla de la familia Geometridae. La especie fue descrita por primera vez por William Warren habiendo sido descrita en 1893, con distribución en India (especialmente en el estado de Sikkim). El holotipo de la especie fue descrita en los alrededores del fuerte Hpimaw, Burma a aproximadamente 3400 metros (11 154,9 pies). La polilla es parte del grupo de especies Eupithecia proterva.

## Descripción
Es una polilla de color castaño, el macho más oscuro que la hembra. Es una polilla de mayor tamaño, con una envergadura de 25 a 30 milímetros (1 a 1,2 plg). Las alas cuentan con rastros de numerosas líneas onduladas, más distintivas en el área externa del ala trasera. El ala anterior cuenta con una mota negra de borde pálido al final de la celda y una oscura serie submarginal de manchas blancas.